# Risshytte hage
Risshytte hage är ett 3,8 hektar stort naturreservat i Säters kommun, Dalarna.
De hagar som ursprungligen gett namn åt reservatet är idag igenväxta. Området består av igenväxt odlingsmark, fuktig översilad granskog, öppen myr och kalkpåverkad fuktäng. Botaniskt är området mycket rikt, omkring 220 växtarter har påträffats här. Bland dessa märks tibast, dvärglummer, vårärt, skogsvicker, mossvicker, tagelstarr, brudsporre och smörboll. En särskild attraktion är guckuskon som blommar på fuktängen i juni.